# Ludwigia hirtella
Ludwigia hirtella är en dunörtsväxtart som beskrevs av Constantine Samuel Rafinesque. Ludwigia hirtella ingår i släktet ludwigior, och familjen dunörtsväxter. Inga underarter finns listade i Catalogue of Life.